# Heinrich Seidemann
Heinrich Seidemann (21. prosince 1826 Jablonec nad Nisou – 10. února 1905 Jablonec nad Nisou) byl rakouský a český politik německé národnosti, v 70. letech 19. století poslanec Českého zemského sněmu a Říšské rady, starosta Jablonce nad Nisou.

## Biografie
Profesí byl obchodníkem působícím v Jablonci. Angažoval se i ve veřejném a politickém životě. V letech 1867–1873 byl členem městské rady a okresního zastupitelstva. V letech 1869–1870 zasedal i v okresním výboru a následně v letech 1870–1873 byl zástupcem okresního starosty. V období let 1873–1874 zastával funkci starosty Jablonce nad Nisou a pak od roku 1874 do roku 1880 radního. Uvádí se jako úředník městské plynárny.
V 70. letech 19. století se krátce zapojil i do zemské politiky. V zemských volbách v roce 1870 byl zvolen v městské kurii (obvod Jablonec – Hodkovice – Smržovka) na Český zemský sněm. Mandát obhájil za tentýž obvod i ve volbách roku 1872. Zasedal také v Říšské radě (celostátní zákonodárný sbor), kam ho vyslal zemský sněm roku 1872 (tehdy ještě Říšská rada nevolena přímo, ale tvořena delegáty jednotlivých zemských sněmů). Složil slib 10. května 1872. V přímých volbách do Říšské rady roku 1873 mandát obhájil (zvolen za městskou kurii, obvod Jablonec, Hodkovice n. Mohelkou atd.). Slib složil 10. listopadu 1873.
Na Říšské radě zastupoval frakci Sjednocená německá levice (takzvaná Ústavní strana, liberálně a centralisticky orientovaná, odmítající federalistické aspirace neněmeckých etnik).
Zemřel v únoru 1905 po delší nemoci.